# Ако (град)
Ако или Акра (хебр. עכו, арап. ‏عكا‎) је град у Израелу  у Северном округу. Налази се у области западне Галилеје, око 18 km северно од града Хаифа, на обали Средоземног мора. Према процени из 2022. у граду је живело 51.420 становника.
У доба крсташких ратова, била је значајно утврђење, које је непосредно после пада Јерусалима 1187. године, постала престоница крсташке Јерусалимске краљевине. У Акри је основан Тевтонски витешки ред. Акра је остала последње крсташко упориште на Блиском истоку и њеном опсадом и падом 1291. године уништена је последња крсташка држава на Блиском истоку. Старо градско утврђење је уврштено у УНЕСКО-ву Светску баштину.

## Становништво
Према процени, у граду је 2007. живело 46.100 становника.
| 1983.  | 1995.  |
| ------ | ------ |
| 36.396 | 44.240 |

## Партнерски градови
- Пиза
- Бјелско-Бјала
- Брегенц
- Дирфилд Бич
- Ла Рошел
- Реклингхаузен
- Велика Канижа
- Сен Манде